# Руки вверх! (фильм, 2024)
«Руки вверх!» — российский музыкальный биографический фильм, режиссёра Аскара Узабаева, о творческом пути музыкальной группы «Руки Вверх!».

## В ролях
| Актер             | Роль                          | Примечание    |
| ----------------- | ----------------------------- | ------------- |
| Влад Прохоров     | Сергей Жуков (в молодости)    | [ 3 ] [ 4 ]   |
| Илья Русь         | Алексей Потехин (в молодости) | [ 5 ] [ 6 ]   |
| Сергей Жуков      | в роли самого себя            | [ 7 ] [ 8 ]   |
| Алексей Потехин   | в роли самого себя            | [ 9 ] [ 10 ]  |
| Энджел Жуков      | Сергей Жуков (в детстве)      | [ 11 ] [ 12 ] |
| Артём Осипов      | Знакомый                      | [ 13 ] [ 14 ] |
| Виктория Полторак | Мать Сергея Жукова            | [ 15 ] [ 16 ] |
| Фёдор Лавров      | Шалаев                        | [ 17 ] [ 18 ] |
| Валентина Ляпина  | Знакомая                      | [ 19 ] [ 20 ] |
| Регина Бурд       | в роли самой себя             | [ 21 ]        |
| Александр Обласов | Продюсер                      | [ 22 ]        |

## Сюжет
В середине 80-х годов в Димитровграде жил и рос мальчик по имени Сергей Жуков. Он с детства любил петь и вместе с отцом слушал песни группы «Секрет». Спустя несколько лет Сергей уже выступал перед местной публикой и стал настоящей звездой города.
Чтобы продолжить свою музыкальную карьеру и создавать собственные песни, в 1993 году Сергей переехал в Самару. Там он устроился на радиостанцию Europa Plus и начал вести свою передачу. Сергей считал, что если он будет первым, кто услышит все новые хиты, то вскоре и сам сможет их создавать. В это же время на радиостанцию пришёл Алексей Потехин, который хотел читать новости и рекламу. Потехин и Жуков находят взаимопонимание и создают группу «Дядюшка Рэй и компания». В 1995 году они меняют название на «Руки вверх!» и переезжают в Москву. В домашних условиях они записывают несколько кассет с первыми песнями и пытаются найти продюсера.
Многие не обращают внимания на группу или не дают никакой реакции. Только Андрей Шалаев перезванивает молодым музыкантам. Он сразу видит потенциал в танцевальных песнях группы и быстро подписывает контракт. «Руки вверх!» становятся известными и собирают полные стадионы.
В основе сюжета фильма лежит история о том, как Сергей Жуков в 2018 году попадает в больницу с диагнозом «грыжа». Ситуация серьёзная, пациент находится в критическом состоянии, и перед ним проносится вся его жизнь, включая начало музыкальной карьеры. Однако Сергей Жуков преодолевает трудности и с улыбкой на лице покидает больничную палату. На выходе его встречает жена.

## Саундтреки

### Сторонние исполнители
- Следи за собой — Кино
- Делай как я — Богдан Титомир
- Взял вину на себя — Сектор Газа
- Тысяча пластинок — Секрет
- Моя любовь на пятом этаже — Секрет
- Around the World — Runa Lauren

### Песни группы «Руки Вверх!»
- Атаман
- Малыш
- Студент
- Бандито
- Вернись
- Песенка
- Девчонка
- Без любви
- Алёшка
- Чужие губы
- Крошка моя
- Дома не сиди
- Если ты разлюбила
- Последний поцелуй
- Лишь о тебе мечтая
- Я не отдам тебя никому
- Ну где же вы, девчонки?
- Не забуду я тебя никогда
- Я не отдам тебя никому (feat. LYRIQ)
- Студент (версия 2024)

## Премьера
Премьера фильма «Руки вверх!» состоялась 10 октября 2024 года в кинотеатре «Октябрь».
Телевизионная премьера состоялась на телеканале НТВ 1 мая 2025 года в 20:00.
Проект получил положительные отзывы, а также стал лидером кинопроката, собрав более 320 млн рублей.